# Walid Sadi
Walid Sadi (en arabe : وليد صادي), né le 25 novembre 1979 à Hassani Abdelkrim, est un homme d'affaires et dirigeant de football algérien. 
Le 21 septembre 2023, il est élu président de la Fédération algérienne de football (FAF). Le 19 novembre 2024, il est nommé ministre des Sports.

## Biographie

### Enfance et formation
Walid Sadi naît le 25 septembre 1979 dans la commune de Hassani Abdelkrim, située dans la wilaya d'El Oued, dans le sud de l'Algérie. Pendant son enfance, il quitte sa ville natale pour s'installer à Sétif, à l'est du pays, en raison des activités commerciales auxquelles sa famille est impliquée . Il grandit alors au sein d'une famille aisée qui possède le groupe Sadi, une entreprise spécialisée dans le domaine du bâtiment et des travaux publics. 

## Dirigeant sportif

### Entente sportive sétifienne
Le groupe Sadi signe un partenariat avec l'Entente sportive sétifienne. Abdelhakim Serrar, président du club, désigne Walid comme directeur sportif. Sous sa direction, l'équipe remporte deux Ligue des champions arabes consécutives en 2007 et 2008.

### Fédération algérienne de football
Il rejoint le bureau fédéral de 2009 à 2012 et de 2013 à 2016 sous la présidence de Mohamed Raouraoua à la tête de la fédération algérienne de football.

### La CAF
Walid Sadi est élu membre du Comité exécutif de la Confédération africaine de football (CAF) lors de la 14e Assemblée générale extraordinaire, tenue au Caire le 12 mars 2025. Il est élu par acclamation en tant que candidat unique, marquant ainsi le retour de l’Algérie au sein de l’instance exécutive continentale après une absence de huit ans.

### Candidat à la présidence de la FAF
À la fin du mois de juillet 2021, il annonce sa candidature à la présidence de la Fédération algérienne de football après la fin du mandat de Kheïreddine Zetchi. Cependant, il décide finalement de se retirer et Charaf-Eddine Amara la remporte en étant candidat unique.
Presque un an plus tard, en avril 2022, à la suite de la démission de Charaf Eddine Amara après l'échec de la qualification de l'Algérie à la coupe du Monde au Qatar, Walid Sadi exprime son désir de succéder au poste de président de la FAF. Cependant, il ne se présente pas en tant que candidat, et Djahid Zefizef remporte l'élection face à Abdelhakim Serrar.
En juillet 2023, Djahid Zefizef prend la décision de démissionner de son poste avant la fin de son mandat, à la suite de sa défaite lors des élections du comité exécutif de la CAF. La défaite de Zefizef suscite de nombreuses critiques à son encontre, ce qui le pousse finalement à présenter sa démission. Dans ce contexte, Walid Sadi décide de se présenter en tant que candidat, accompagné de deux autres : Abdelkrim Medouar, président de la Ligue de football professionnel (LFP), et Meziane Ighil, ancien entraîneur et joueur international. Les dossiers des trois participants sont refusés, notamment celui de Walid Sadi d'après les informations relayées dans la presse, la raison de ce refus serait l'absence d'un diplôme universitaire. Il répond à ce refus et confirme que son dossier est conforme.
La commission d'élection accorde un nouveau délai aux candidats pour revoir leur dossier. Une fois le délai expiré, seule la candidature de Walid Sadi est retenue.

### Président de la FAF
Le 21 septembre, il devient le nouveau président élu à la FAF. Il est reçu alors par le président Abdelmajid Tebboune et le président de la FIFA, Gianni Infantino,.
Le 26 septembre, le jour même de son installation officielle en tant que président et à la veille de l'annonce des pays organisateurs pour la Coupe d'Afrique des Nations 2025 et 2027, la FAF décide d'annuler la candidature de l'Algérie pour l'organisation de ces deux tournois. La justification de cette décision est motivée par « la nouvelle approche de la FAF relative à la stratégie de développement du football en Algérie ».
Début octobre, lors de la première réunion du bureau fédéral de la FAF présidée par Walid Sadi en tant que nouveau président, le bureau décide de destituer Abdelkrim Medouar de son poste de président et suspend la Ligue de football professionnel (LFP) pour « violation des lois et règlements en vigueur ».
Walid Sadi décide de boycotter les CAF Awards 2023 qui se sont tenus au Maroc le 11 décembre. Il a pris cette décision en raison de la non-sélection de Riyad Mahrez parmi les trois joueurs nommés pour le titre de Joueur africain de l'année.

### Ministre des Sports
Le 19 novembre 2024, Walid Sadi  est nommé ministre des Sports.